# Жемозак
Жемоза́к (фр. Gémozac) — коммуна во Франции, находится в регионе Пуату — Шаранта. Департамент коммуны — Шаранта Приморская. Входит в состав кантона Жемозак. Округ коммуны — Сент.
Код INSEE коммуны — 17172.

## Население
Население коммуны на 2010 год составляло 2723 человека.
| 1962 | 1968 | 1975 | 1982 | 1990 | 1999 | 2010 |
| ---- | ---- | ---- | ---- | ---- | ---- | ---- |
| 2194 | 2236 | 2388 | 2381 | 2333 | 2356 | 2723 |